# Горст Німак
Горст Німак (нім. Horst Niemack; 10 березня 1909, Ганновер — 7 квітня 1992, Целле, Нижня Саксонія) — німецький воєначальник часів Третього Рейху, генерал-майор (1945) Вермахту. Кавалер Лицарського хреста Залізного хреста з Дубовим листям та Мечами (1944). У післявоєнний час продовжив службу в Бундесвері, бригадний генерал Резерву (1959).

## Біографія
1 квітня 1927 року поступив на службу в 18-й кінний полк. В 1933 році очолив відділ Ганноверського кавалерійського училища. Був активним кінним спортсменом. З 1936 року — викладач кавалерійської шокли, з 1938 року — керівник шкільних конюшень.
З 1 жовтня 1939 року — командир 3-го ескадрону 5-го розвідувального батальйону, з 1 квітня 1940 року — командир батальйону. Учасник Французької кампанії і німецько-радянської війни. Восени 1941 року відкликаний з фронту і 1 жовтня призначений начальником кавалерійської групи училища рухомих військ у Потсдамі. З 1 березня 1943 року —  командир 23-го моторизованого полку, відновленого замість полку з аналогічним номером, знищеного в Сталінграді. З 15 жовтня 1943 року — командир танкового фузілерного полку «Велика Німеччина». 24 серпня 1944 року важко контужений і відправлений на лікування в Берлін. переніс декілька операцій і дивом вижив, втратив ліву руку.
З 15 січня 1945 року — командир навчальної танкової дивізії, з якою 10 березня відійшов за Рейн. Вів бої в Рурському котлі, де 3 квітня був важко поранений. До кінця війни залишався у шпиталі, де був заарештований британською військовою владою. Після закінчення війни займався кінним спортом. З 1952 року — віце-президент Німецького олімпійського комітету з кінного спорту. З 1954 року — президент Товариства кавалерів Лицарського хреста Залізного хреста. Після створення бундесверу зарахований до його складу бригадним генерал танкових військ.

## Нагороди
- Німецький кінний знак в золоті (1934)
- Медаль «За вислугу років у Вермахті» 4-го і 3-го класу (12 років)
- Залізний хрест
  - 2-го класу (17 травня 1940)
  - 1-го класу (12 червня 1940)
- Лицарський хрест Залізного хреста з дубовим листям і мечами
  - лицарський хрест (13 липня 1940) — за заслуги у боях на Марні.
  - дубове листя (№30; 10 серпня 1941) — за заслуги у боях в районі Орла.
  - мечі (№69; 4 червня 1944)
- Відзначений у Вермахтберіхт (6 липня 1944)
- Сертифікат Пошани Головнокомандувача Сухопутних військ Вермахту (3 липня 1941)
- Нагрудний знак «За участь у загальних штурмових атаках»
- Нагрудний знак «За поранення» в золоті (7 квітня 1945)
- Орден військових заслуг (Іспанія), великий хрест (22 травня 1953) — за заслуги перед іспано-німецьким кінноспортивним товариством.
- Орден «За заслуги перед Федеративною Республікою Німеччина», командорський хрест (1969)
- Німецький кінний хрест в золоті (1969)
- Почесний золотий знак з олімпійськими кільцями Німецької федерації кінного спорту
- Почесний президент Німецької федерації кінного спорту
- Орден «За заслуги перед землею Нижня Саксонія», великий хрест заслуг (1977)
- Почесна медаль міста Парижа (29 квітня 1985)

Військова кар'єра
- 7 червня 1927 — фенріх
- 1 липня 1928 — фанен-юнкер
- 1 лютого 1931 — лейтенант
- 1 лютого 1934 — обер-лейтенант
- 1 березня 1938 — ротмістр
- 1 жовтня 1941 — майор
- 1 березня 1943 — оберст-лейтенант
- 1 січня 1944 — оберст
- 1 квітня 1945 — генерал-майор

- 16 листопада 1959 — бригадний генерал Резерву